# Штурмовий піхотний знак
Нагрудний штурмовий піхотний знак (нім. Infanterie Sturmabzeichen) — німецька нагорода у вигляді нагрудного знака, якою нагороджувалися солдати і офіцери сухопутних військ Вермахт і військ СС.
Заснований 20 грудня 1939.

## Історія

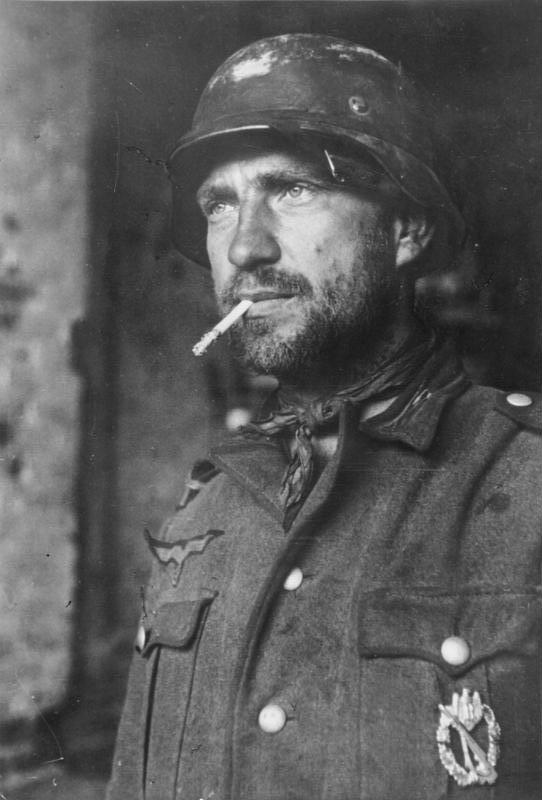
Солдат Вермахту зі Штурмовим піхотним знаком

Штурмовий піхотний знак був заснований генерал-полковником фон Браухічем 20 грудня 1939. Було розроблено два типи знака: для звичайної піхоти — срібний, і для моторизованої піхоти — бронзовий. Дизайном знака займалася відома фірма Юнкер.

## Умови нагородження

### В сріблі
- За участь у трьох і більше штурмових операціях
- За участь у трьох і більше контратаках
- За участь у трьох і більше розвідувальних операціях
- За участь в рукопашній сутичці
- За відбиття атак противника в трьох окремих епізодах

### В бронзі
- За участь у трьох і більше штурмових операціях за участю моторизованих частин
- За участь у трьох і більше контратаках за участю моторизованих частин
- За участь у трьох і більше розвідувальних операціях за участю моторизованих частин
- За участь в рукопашній сутичці на позиціях механізованих частин
- За відбиття атак противника в трьох окремих епізодах при використанні моторизованих частин

Рішення про нагородження могло бути прийнято командиром полку, після подання всіх необхідних відомостей від командирів підрозділів. У разі якщо військовослужбовець, раніше вже нагороджений знаком «Піхотний Штурмовой знак», в черговий раз представлявся до аналогічної нагороді, згідно встановленим критеріям відбувалося нагородження пряжкою «За Близький Бій». У зв'язку з цим більш високі ступені «Штурмовий піхотний знак» засновані не були.

## Опис нагороди
Знак був розроблений берлінської фірмою " Юнкер " (" CE Junker ") і являв собою об'ємне зображення гвинтівки Маузер 98К з багнетом в обрамленні овального вінка з дубового листя, у верхній частині якого знаходилося зображення імперського орла зі свастикою в кігтях. Вінок складався з восьми дубового листків, по чотири з кожного боку. При основі вінок був перев'язаний стрічкою, на якій, вертикально по центру, були розміщені п'ять кульок. Гвинтівка розташовувалася в центрі знака по діагоналі, її приклад перекривав листя вінка внизу праворуч, і при цьому трохи виступав за межі вінка. Багнет гвинтівки також виступає за межі вінка, перекриваючи по центру верхній лист вінка в лівій частині знака. Ремінь гвинтівки зображений звисаючим від цівки до прикладу. Поєднання цих елементів символізувало військову доблесть піхоти вермахту, проявлену в боях. Петля і частина шпильки на внутрішній стороні знака були припаяні безпосередньо до основи. Також на внутрішній стороні знака могло перебувати клеймо фірми — виробника . Стандартний розмір знака становив 54×46 мм.
До нагороди додавався звичайний набір документів із зазначенням імені одержувача, назви частини, підписом та штампом. Нагорода вручалася в коричневому конверті із зазначенням її назви.

## Правила носіння
Нагрудний знак носився з лівого боку відразу під Залізним хрестом 1-го класу або аналогічною йому нагородою. Нагорода вручалася безпосередньо бойовим командиром у польових умовах.
У повоєнній Західній Німеччині з 1957 р. було дозволено носити нову версію знаку, без орла та свастики; носіння оригінальної версії переслідувалося законодавством.